# Frank Whitson
Pour les articles homonymes, voir Whitson.
 Frank Whitson (né le 22 mars 1877 à New York et mort le 19 mars 1946  à Los Angeles, Californie) est un acteur américain.

## Filmographie partielle
- 1916 : The Mark of Cain, de Joseph De Grasse : John Graham
- 1916 : The Isle of Life, de Burton George: Sebastian Maure
- 1916 : The Good Woman, de William V. Mong : Tim
- 1916 : The Price of Silence, de Joseph De Grasse : Oliver Urmy
- 1917 : Jim le vif (Sudden Jim), de Victor Schertzinger : rôle indéterminé
- 1918 : Son triomphe (Social Briars), de Henry King : Franklin
- 1919 : Le Frère inconnu (Square Deal Sanderson), de William S. Hart et Lambert Hillyer : Alva Dale
- 1922 : Gaspard le loup (The Man from Hell's River), d'Irving Cummings : Sergent McKenna